# Xenocompsa
Xenocompsa is een kevergeslacht uit de familie van de boktorren (Cerambycidae). De wetenschappelijke naam van het geslacht werd voor het eerst geldig gepubliceerd in 1965 door Martins.

## Soorten
Xenocompsa omvat de volgende soorten:
- Xenocompsa flavonitida (Fairmaire & Germain, 1859)
- Xenocompsa martinsi Cerda, 1980
- Xenocompsa semipolita (Fairmaire & Germain, 1859)